# سبايا سنجار (رواية)
سبايا سنجار رواية للكاتب سليم بركات صدرت عام 2016 عن المؤسسة العربية للدراسات والنشر في لبنان

## حول الرواية
تدور قصة الرواية عن خمسة فتيات ايزيديات قُتلن وسُبين، وخمس عناصر من تنظيم داعش يقتلهم التنظيم نفسه، وبعد الموت تسافر الأرواح لتقابل الفنان "سارت" الذي يسكن في بيت ريفي في السويد قرب ستوكهولم، ويطلبوا من الفنان أن يُخلد ذكراهم في إحدى لوحاته.

## تصميم الرواية
عمل سليم بركات على أن يدمج الفن التشكيلي مع الأدب في هذه الرواية لذلك إختار أن يسمي فصولها العشرة باسم لوحات أوربية ذائعة الصيت وهي : 
- لوحة الكابوس لهنري فوسيلي
- لوحة التنين الأحمر العظيم ووحش البحر لوليام بليك
- لوحة عقاب مارسياس لتيسيانو
- لوحة دانتي وفيرجيل في الجحيم لوليام أدولف بوغورو
- لوحة موت مارا لادوار مونش
- لوحة حديقة الملذات الأرضية لإيرونيموس بوش
- لوحة إغواء القديس أنطونيوس لمتيّاس غرونفالد
- لوحة جوديت تقطع رأس هولوفيرنز لكارافاجيو
- لوحة زحل يلتهم ابنه لفرانشيسكو غويا
- لوحة طوافة قنديل البحر لتيودور جيريكو

جميع هذه اللوحات تجسد أشكال العنف